# Crocomela splendida
Crocomela splendida är en fjärilsart som beskrevs av Felix Bryk 1953. Crocomela splendida ingår i släktet Crocomela och familjen björnspinnare. Inga underarter finns listade i Catalogue of Life.